# 瑙贡
瑙贡（Nowgaon），是印度中央邦恰塔尔普尔的一个城镇。总人口33024（2001年）。

## 人口
该地2001年总人口33024人，其中男性17923人，女性15101人；0—6岁人口4793人，其中男2576人，女2217人；识字率72.47%，其中男性为78.50%，女性为65.32%。